# Brzeźnica (województwo dolnośląskie)

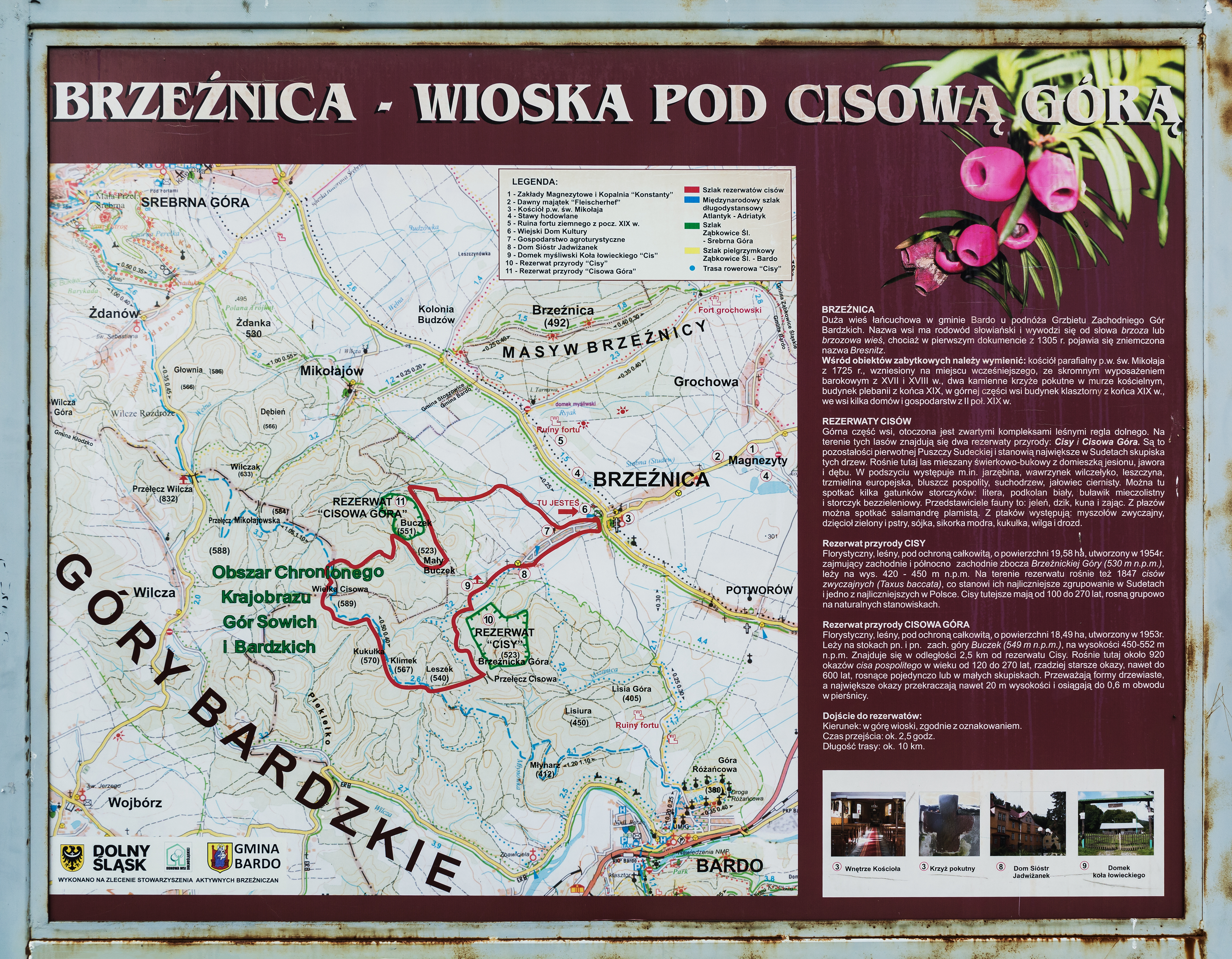
Tablica informacyjna

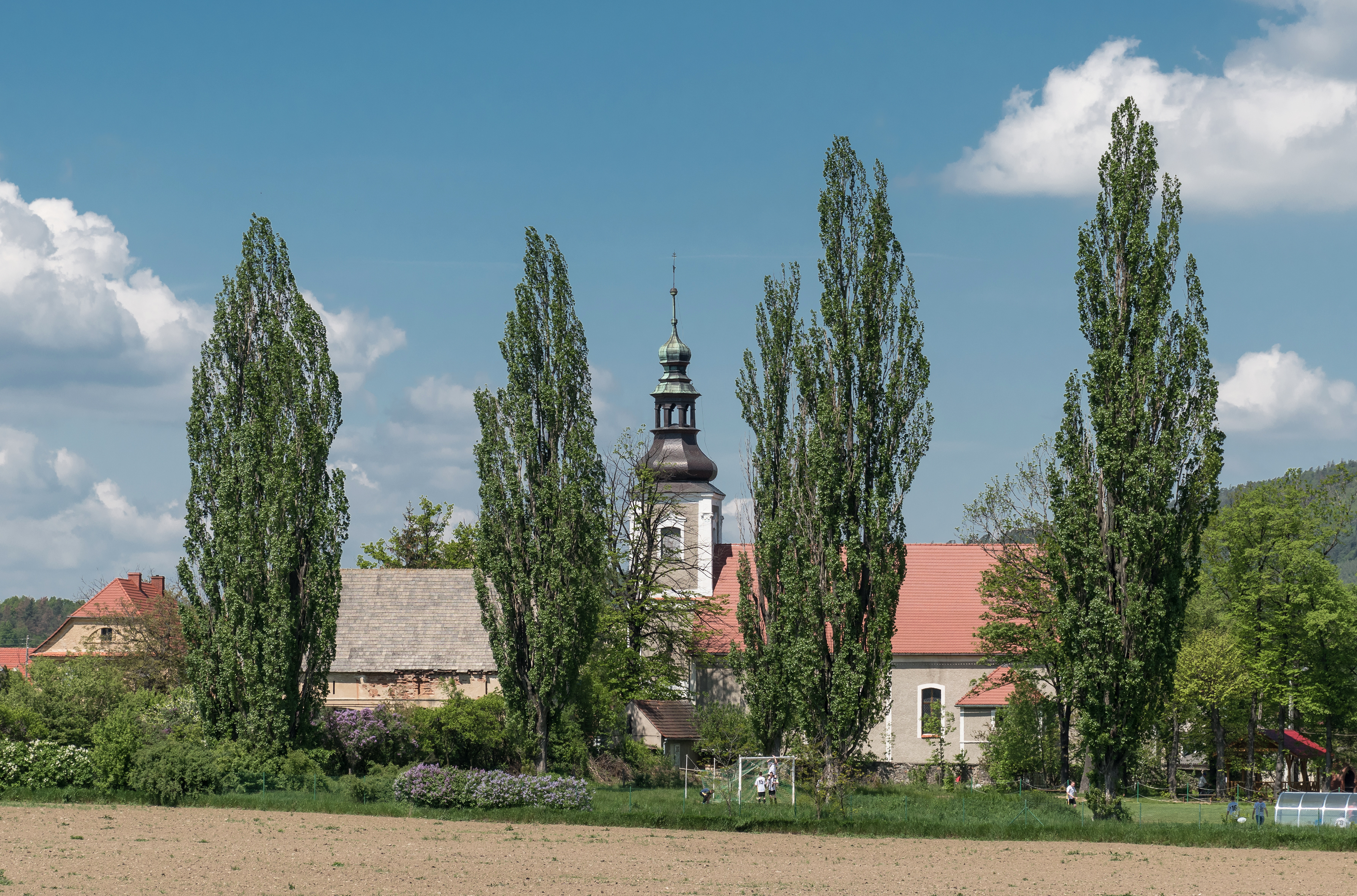
Kościół św. Mikołaja w Brzeźnicy, widok od południa

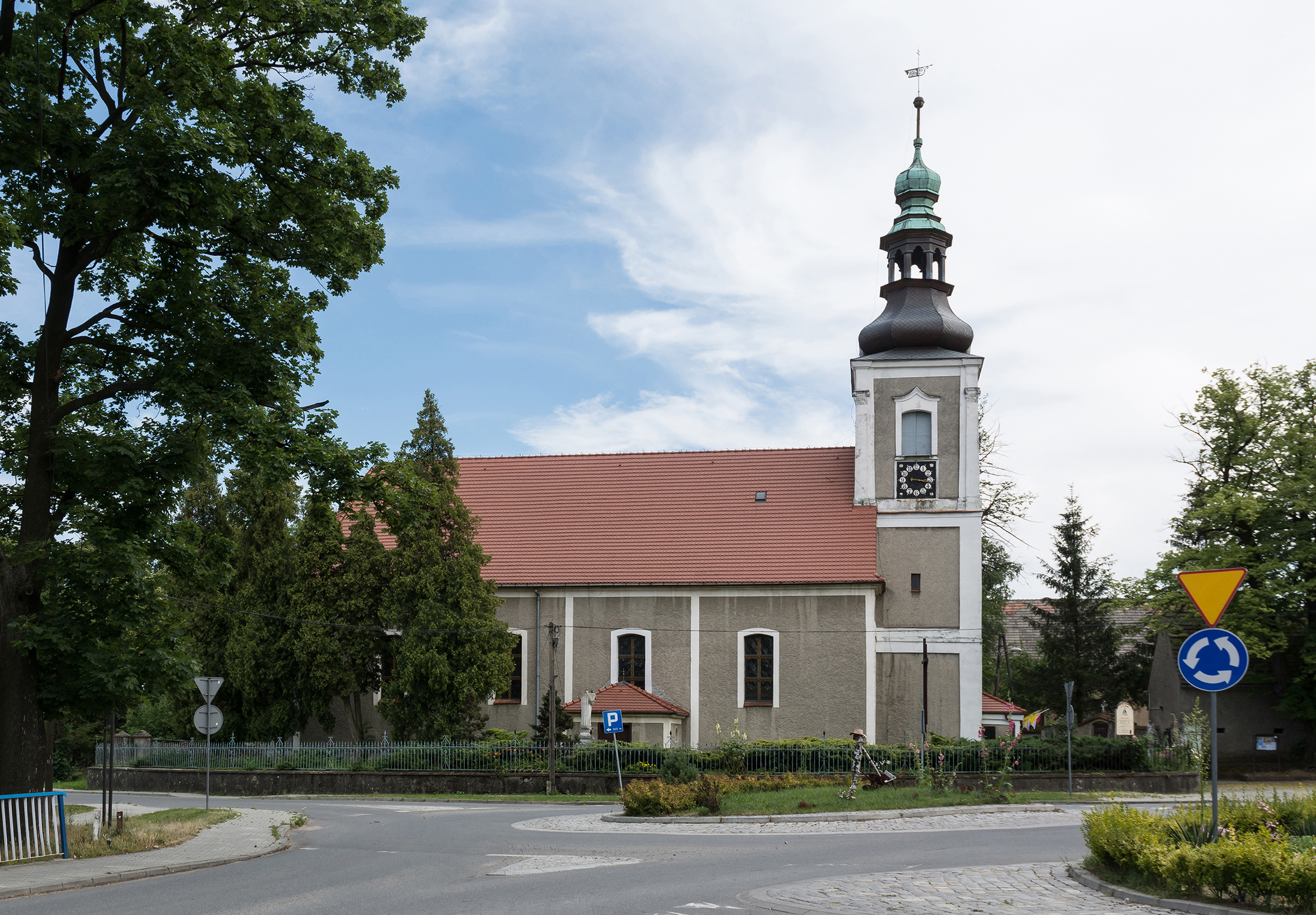
Kościół św. Mikołaja w Brzeźnicy, widok od północy

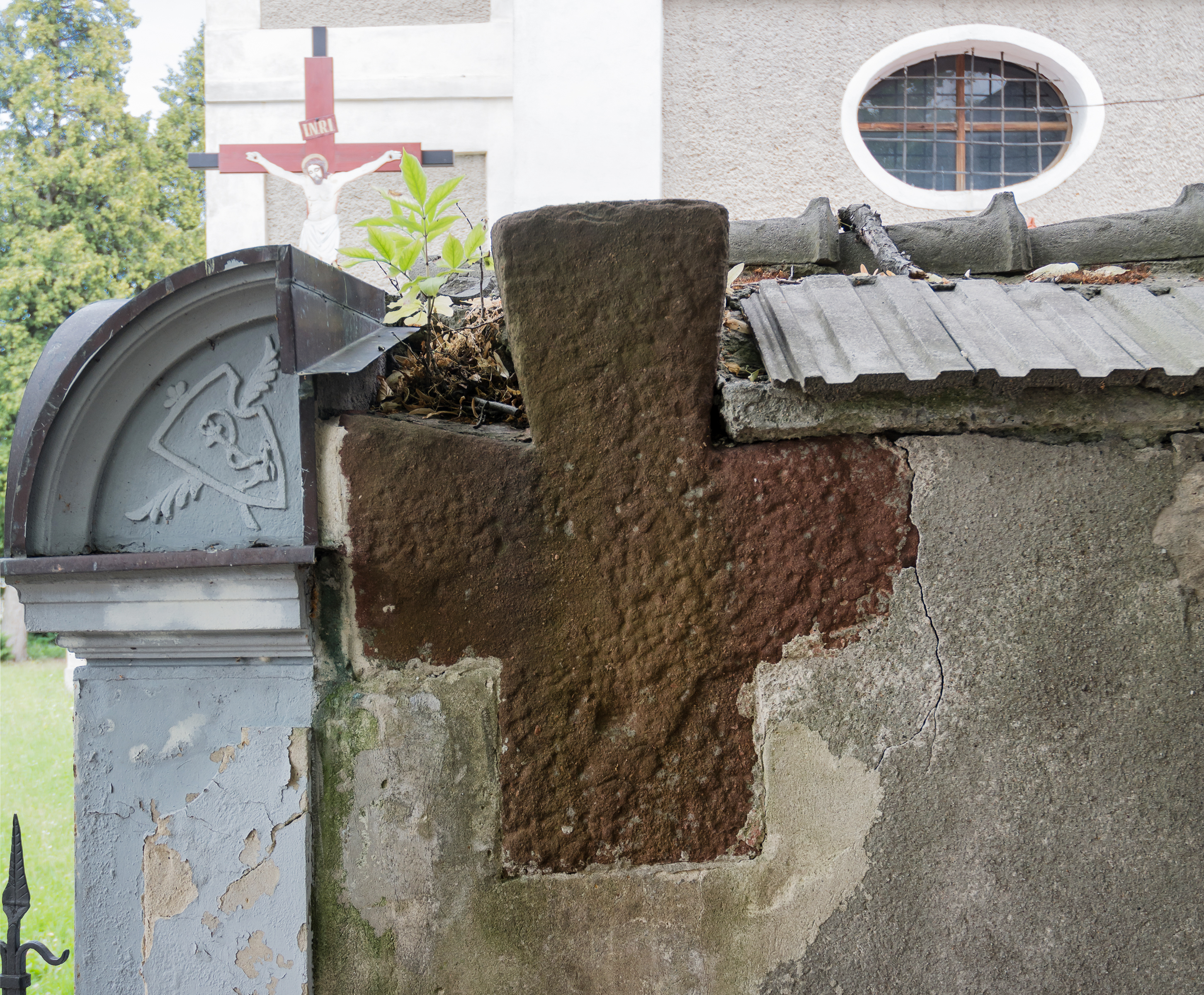
Krzyż kamienny przy kościele

Brzeźnica (niem. Briesnitz)– wieś w Polsce położona w województwie dolnośląskim, w powiecie ząbkowickim, w gminie Bardo.
Do wsi należy leśniczówka Tarnawa (niem. Tarnau).

## Położenie
Duża, rolnicza wieś łańcuchowa u podnóża Grzbietu Zachodniego Gór Bardzkich. Jest jedną z najdłuższych wsi w dawnym powiecie ząbkowickim, jej zabudowania ciągną się na przestrzeni około 3,5 km; po obu stronach rzeki Studwi. Górne, położone są malowniczo na południowych stokach Brzeźnickiej Góry w Górach Bardzkich, dolne leżą na rozległym obniżeniu u stóp Masywu Grochowa-Braszowic. W dolnej części wieś otaczają użytki rolne z dobrymi glebami. W górnej, położonej na stokach Gór Bardzkich, rosną rozległe lasy świerkowe z domieszką buka, dębu i innych drzew liściastych. Na terenie tych lasów znajdują się dwa rezerwaty leśne: Cisy i Cisowa Góra, będące największymi skupiskami tych drzew w Sudetach. Brzeźnica, szczególnie w swej górnej części posiada bogate walory krajobrazowe i przyrodnicze. Stąd rozciągają się piękne widoki na Góry Bardzkie, Sowie i Masyw Grochowej. Również, co podkreślano przed wojną, Góry Bardzkie posiadają w tym rejonie szczególne wartości przyrodnicze i geologiczne spotykane właściwie tylko w Alpach. W lesie poniżej Brzeźnickiej Góry znajduje się wczesnośredniowieczne grodzisko, nazywane przez dawnych mieszkańców polskim grobem, gdzie od dawna znajdywano tutaj dawną broń, ozdoby i naczynia.

## Nazwa
Nazwa wywodzi się ze staropolskiego określenia oznaczającego brzozowy las. Według niemieckiego językoznawcy Heinricha Adamy’ego nazwa miejscowości pochodzi od polskiej nazwy drzewa liściastego -"brzozy" - "von brzoza, brzezina = Birke". W swoim dziele o nazwach miejscowych na Śląsku wydanym w 1888 roku we Wrocławiu wymienia pierwotną nazwę w formie "Bresnicha" podając jej znaczenie "Birkendorf" czyli w tłumaczeniu "Brzozowa wieś". Niemcy zgermanizowali nazwę na Briesnitz w wyniku czego utraciła ona swoje pierwotne znaczenie.

## Historia
Brzeźnica jest starą wsią rycerską, która powstała w końcu XIII lub na początku XIV wieku. Jej nazwa pochodzi od słowiańskiej brzozy, a więc była to na początku "brzozowa wieś". Wymieniana jest po raz pierwszy w 1305 roku jako Bresnitz. Z dokumentu fundacyjnego pierwszego szpitala ząbkowickiego pw. św. Jerzego z 1320 roku dowiadujemy się, że ówczesny wójt ząbkowicki Hermann Reichenbach podarował szpitalowi jako uposażenie las koło Brzeźnicy. Las ten należał do szpitala, a potem do miasta Ząbkowic aż do XIX wieku. Od momentu założenia była własnością licznych śląskich rodów szlacheckich: Walditzów, Warnsdorfów, Seidlitzów, Reibnitzów i innych.
W roku 1599 właścicielem wsi był szlachcic Jan Peterswalde, a po jego śmierci wieś stała się własnością cesarską. W 1611 roku została sprzedana ówczesnemu staroście ząbkowickiemu Janowi von Mettich. Podczas wojny 30-letniej wojska szwedzkie kilkakrotnie spustoszyły wieś. Po wojnie, w 1654 roku wieś, podobnie jak całe księstwo ziębickie otrzymał jako lenno kameralne Jan Weikhard Auersperg. We władaniu tej rodziny pozostawała Brzeźnica aż do roku 1791. Od 1795 roku majątek we wsi należał do hrabiów Schlabrendorf, później do rodziny von Deym na Opolnicy. W 1785 roku tak opisał Brzeźnicę znany statystyk śląski F.A.Zimmermann: należy do księcia Auersperga z wyjątkiem Holtzruthe, który ma wspólnego pana z Lutomierzem. Tutejszy kościół długo znajdował się w rękach ewangelików, zaś w 1644 roku został przejęty przez katolików. Wraz z nim zawiera wieś jedną plebanię, 1 szkołę, 1 folwark, 20 kmieci, 14 zagrodników, 45 chałupników, 1 kuźnię, 2 młyny wodne i 453 mieszkańców. Z ciekawszych wydarzeń odnotowano, że w czasie trzeciej wojny śląskiej, w 1762 roku, stacjonował we wsi przez okres jednego roku regiment Chorwatów walczących po stronie cesarza. Kilku z nich tutaj zmarło i zostało pochowanych, w tym 10 prawosławnych, na kowalskiej łące obok muru cmentarnego. Gdy ogłoszono pokój w Hubertsburgu, Chorwaci odmaszerowali z Brzeźnicy. Inny "wojenny epizod" miał miejsce w 1866 roku podczas wojny prusko-austriackiej. 21 maja 1866 zakwaterowały się we wsi dwie kompanie 10. regimentu piechoty i 80 pruskich dragonów. Z powodu braku pomieszczeń żołnierze zostali zakwaterowani w miejscowej szkole. Kilka dni później przybyły następne oddziały. Łącznie przebywało tutaj jednorazowo około 1500 żołnierzy.
Ostatnie zabudowania Brzeźnicy kończą się dawnym folwarkiem rycerskim Kohnheide, dzisiaj zwanym Kiełkowem, leżącym obok zakładów magnezytowych. Majątek, składający się dzisiaj z dwóch gospodarstw, w XVIII w. należał do Cechu Rzeźników z Ząbkowic i stąd nazywał się Fleicherof (mięsny dwór). Świadczy o tym herb na jednym z domów, przedstawiający narzędzia rzeźnika. W XIX wieku odkryto w pobliżu niewielkie pokłady węgla brunatnego i uruchomiono dwie kopalnie. Jedna z nich, kopalnia węgla brunatnego Henriette, należała do hrabiego Schlabrendorfa i działała w latach 1843-1875, druga do ziemianina Plathnera z Kamieńca, właściciela Kohnheide. Ciekawy zabytek techniki stoi w ogrodzie majątku. Jest nim piec do prażenia magnezytu, postawiony prawdopodobnie jeszcze około 1885 roku, gdy odkryto najważniejszą cechę tego minerału - odporność na wysoką temperaturę. Kościół w Brzeźnicy powstał w XIV wieku, a pierwsza wzmianka o nim pochodzi z 1399 roku. Do 1644 roku był filialnym kościoła w Braszowicach. Obecny, barokowy, powstał w 1723 roku, a od roku 1839 stał się parafialnym.
Pierwsza szkoła powstała przy kościele w 1730 roku, nowa została wybudowana w 1834 roku. Szkoła ewangelicka została założona w 1864 roku. W 1929 roku wieś liczyła 498 katolików i 106 protestantów. Mało kto wie, że przez 27 lat, w szkole w Brzeźnicy pracował jako nauczyciel plastyki wybitny twórca, rysownik, malarz, rzeźbiarz i ilustrator - Karol Robert Brandt. Jest on wymieniany jako jeden z najlepszych twórców ludowych okresu przedwojennego na Śląsku. Jego specjalnością było malarstwo na szkle, posiadał największa na Śląsku kolekcję takich obrazów. Był też dobrym rzeźbiarzem w drewnie, rzeźbił m.in. krzyże nagrobne.
W latach 1954–1958 wieś należała i była siedzibą władz gromady Brzeźnica, po jej zniesieniu w gromadzie Przyłęk. W latach 1975–1998 miejscowość administracyjnie należała do województwa wałbrzyskiego.

## Demografia
Według Narodowego Spisu Powszechnego (III 2011 r.) liczyła 515 mieszkańców. Jest drugą co do wielkości miejscowością gminy Bardo.

## Zabytki
Do wojewódzkiego rejestru zabytków wpisane są:
- kościół parafialny pw. św. Mikołaja, z 1723 r., 1826 r.
- fort A, ziemny, z 1813 r.

Inne zabytki:
- stary monolitowy krzyż kamienny wmurowany w mur cmentarza przykościelnego; wiek, powód fundacji ani miejsce pierwotnego usytuowania krzyża nie są znane; krzyż opisywany jest często jako tzw. krzyż pokutny, jest to jednak tylko  hipoteza nie poparta żadnymi dowodami lecz wyłącznie nieuprawnionym założeniem, że wszystkie stare kamienne monolitowe krzyże, są krzyżami pokutnymi (pojednania)[9]; w rzeczywistości powód fundacji krzyża może być różnoraki, tak jak każdego innego krzyża.

## Szlaki turystyczne
- Żółty:  Bardo - Brzeźnica - Grochowiec - Tarnów - Ząbkowice Śląskie - Jaworek - Rezerwat przyrody Skałki Stoleckie - Stolec - Kamieniec Ząbkowicki[1].